# Warndt-Gymnasium
Das Warndt-Gymnasium ist ein in Völklingen-Geislautern gelegenes Gymnasium des Regionalverbands Saarbrücken.
Namensgeber ist der Warndt, ein rund 5000 Hektar großes Waldgebiet beiderseits der saarländisch-lothringischen Grenze südwestlich von Saarbrücken.
Das Warndt-Gymnasium wurde am 8. März 2012 in den Kreis der international anerkannten Unesco-Projekt-Schulen aufgenommen.
Wegen der Nähe zu Frankreich ist Französisch erste Fremdsprache für alle Klassen.
Seit 2011 kann in Klasse 5 Französisch auch in einem bilingualen Zweig belegt werden.
In der siebten Klasse entscheiden sich die Schüler zwischen dem naturwissenschaftlichen und dem sprachlichen Zweig mit Physik oder Spanisch als Hauptfach. Diese Wahl gilt dann für die Klassenstufen 8 bis 10.

## Geschichte
- 1. September 1969: Gründung als Realprogymnasium unter der Leitung von Werner Hermann.
- 1. August 1973: Umbenennung in „Staatliches Warndt-Gymnasium Völklingen-Geislautern“.
- 30. November 1985: Besuch des Botschafters der Republik Bolivien aus Anlass der Hilfsaktion „Schreinerei für Altamira“ – Erlös 60.000 DM.
- 1. August 1992: Das Warndt-Gymnasium wird als Mathematisch-naturwissenschaftliches Gymnasium geführt
- Schuljahr 2001/02: Das achtjährige Gymnasium wird eingeführt.
- 19. Oktober 2001: Das Warndt-Gymnasium schließt mit dem Externat de la Providence in Forbach eine offizielle Schulpartnerschaft.
- Schuljahr 2004: Einführung eines sprachlichen Zweiges mit Spanisch als dritte Fremdsprache (Hauptfach) neben dem konventionellen naturwissenschaftlichen Zweig.
- 1. August 2011: Das Warndt-Gymnasium erhält einen (französisch-)bilingualen Zweig.
- 8. März 2012: Das Warndt-Gymnasium wird in den Kreis der international anerkannten Unesco-Projekt-Schulen aufgenommen.
- Schuljahr 2017/18: Das Warndt-Gymnasium wird als „Schule ohne Rassismus, Schule mit Courage“ anerkannt.

### Direktoren
- 1969–1984: Werner Herrmann
- 1984–1994: Eberhard Federkeil
- 1994–2010: Helmut Umla
- 2010–2013: Barbara Klein-Braun
- 2013–2017: Beatrix Lafontaine
- 2017–2023: Armin Claus
- 2023–2025: Roland Rau (kommissarisch)
- seit 11. März 2025: Henning Heinz

## Das Warndt-Gymnasium heute
Das Warndt-Gymnasium besteht heute aus einem dreiteiligen Gebäudekomplex (A-, B- und C-Gebäude), der Platz für die 600 Schüler bietet, einem großen Pausengelände, das an den Wald grenzt, einem Multifunktionsfeld, Sportanlagen und einem eigenen Sportplatz.

## Galerie

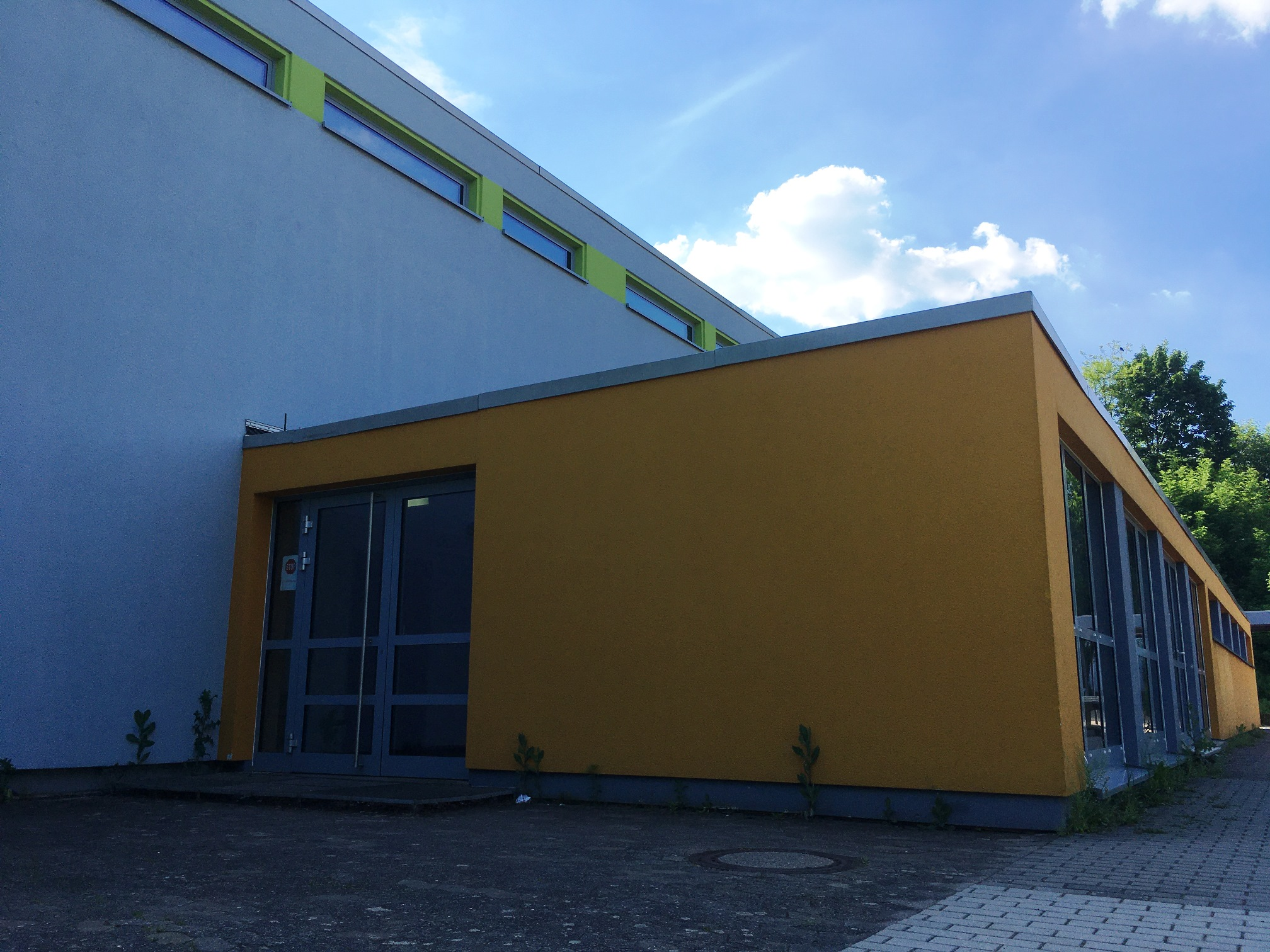
Warndt-Gymnasium A-Gebäude
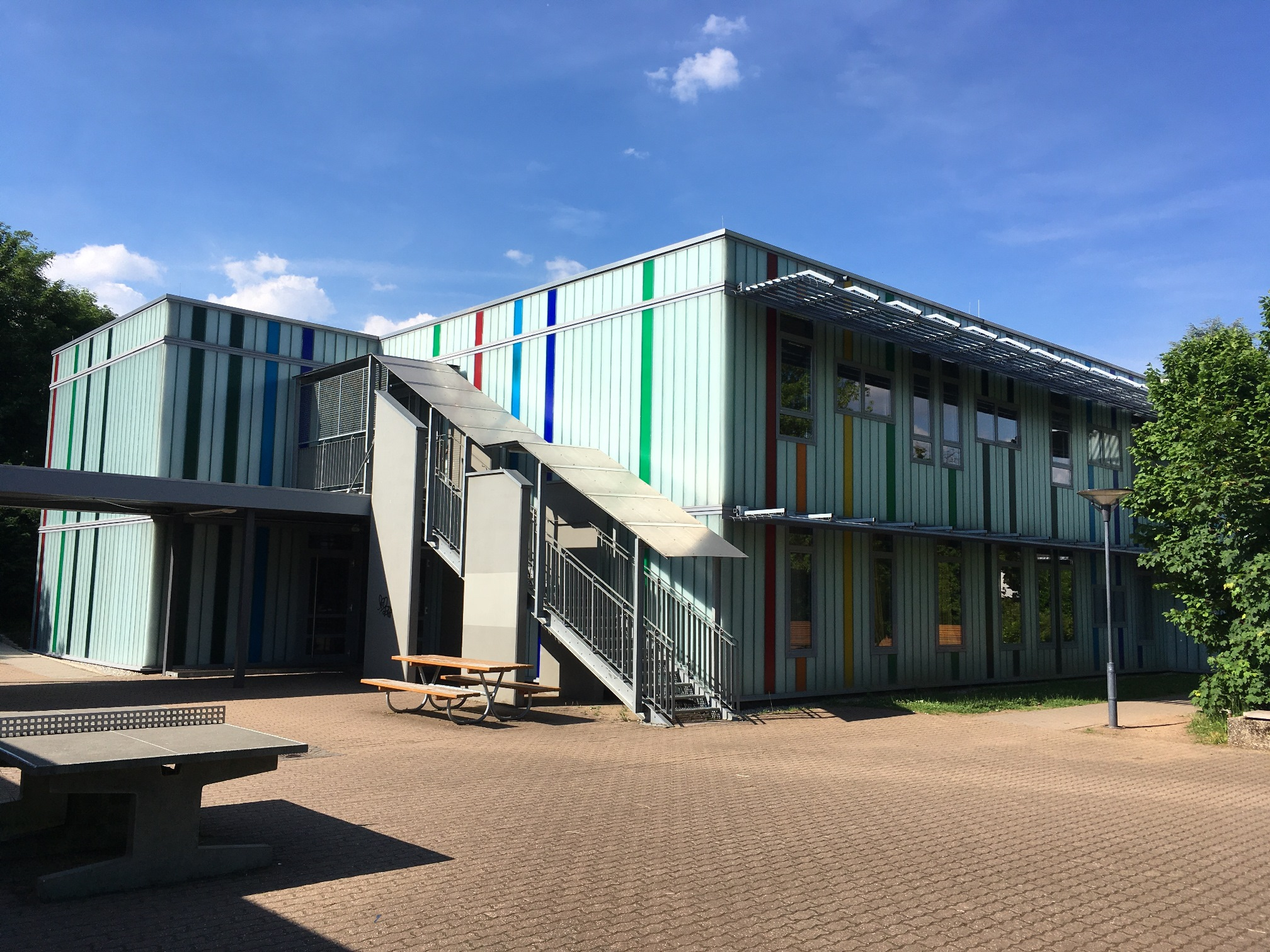
Warndt-Gymnasium B-Gebäude
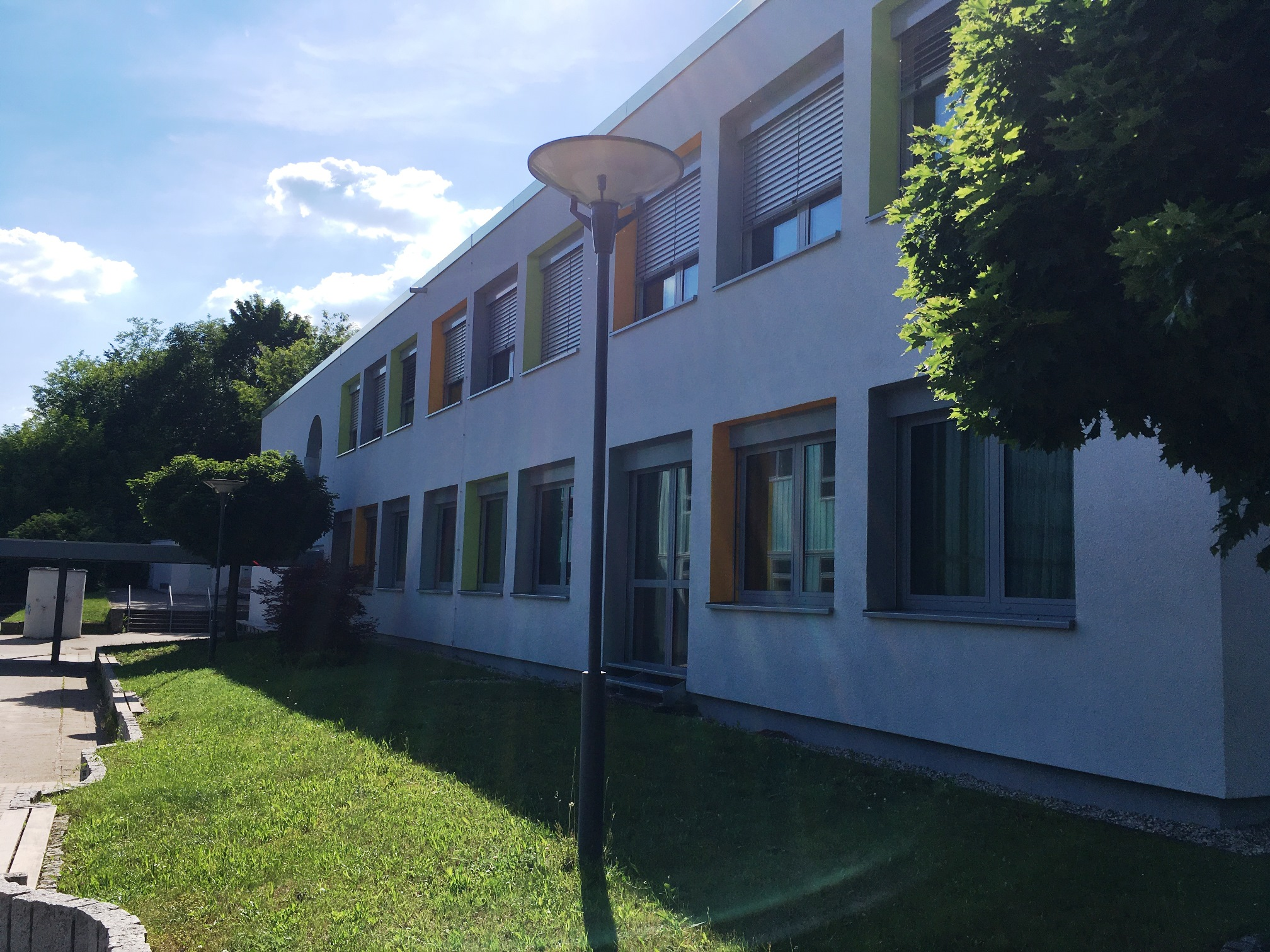
Warndt-Gymnasium C-Gebäude